# 李正植
李正植（： Li Jeong-sig，2000年2月14日—），朝鲜男子乒乓球运动员，李正植參加過2022年亚洲运动会，但没有获得奖牌。他与金琴英搭档在2024年夏季奥林匹克运动会混合双打项目上一路爆冷闯入决赛，最终获得银牌。
在颁奖典礼上，金琴英与李正植同分别获得金牌和铜牌的中国和韩国组合合影，引发外界对于两人回国后受到国家严厉惩罚的担忧，消息人士称，朝鲜在奥运前曾要求该国运动员不要与韩国等外国运动员接触，两人回国后，关于批判两人与韩国选手“嬉笑”合影的报告也已提交至党中央。而脱北者及韩国国会议员朴沖綣则认为两人会遭受2至3年的劳教惩罚。然而2024年9月18日，两人在朝鲜中央电视台播出的一档关于运动员集训的报道中露面。李正植也在不久后参加亚洲乒乓球锦标赛，并获得混合双打银牌。